# Kanarína kanárská
Kanarína kanárská (Canarina canariensis, španělsky bicácaro) je endemická rostlina vavřínových pralesů na Kanárských ostrovech.

## Vzhled
Vytrvalá plazivá (nebo pnoucí se) bylina dlouhá až tři metry. Listy vstřícné, řapíkaté, s trojúhelníkovými čepelemi. Koruna žluto-oranžová (tmavší žilkování na světlejším podkladu), až 6 cm velká, zvonkovitého tvaru (zvonek se šesti cípy). Květy jsou dolů ohnuté (nící), jednotlivě v úžlabí listů. Plodem je žlutooranžová bobule s vytrvávajícím kalichem.

## Biologie druhu
Kvete v období od října do dubna, opylován je kanárským poddruhem budníčka menšího (Phylloscopus collybita canariensis) a dalšími ptáky, např. rodu Sylvia.

## Rozšíření

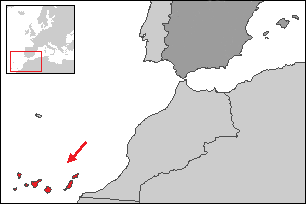
Poloha Kanárských ostrovů

Jde o endemit Kanárských ostrovů, typickou rostlinu vavřínových pralesů. Najdeme ji na ostrovech Tenerife, Gran Canaria, La Palma, Gomera a Hierro.

## Pojmenování v jiných jazycích
- španělsky: bicácaro[1]
- anglicky: Canary Bell-Flower[2]

## Význam
Výrazné zvonkovité květy jsou ve znaku některých ekologických organizací. Je pěstován jako okrasná zahradní rostlina. Kanarína je na Kanárských ostrovech chráněna.

## Galerie

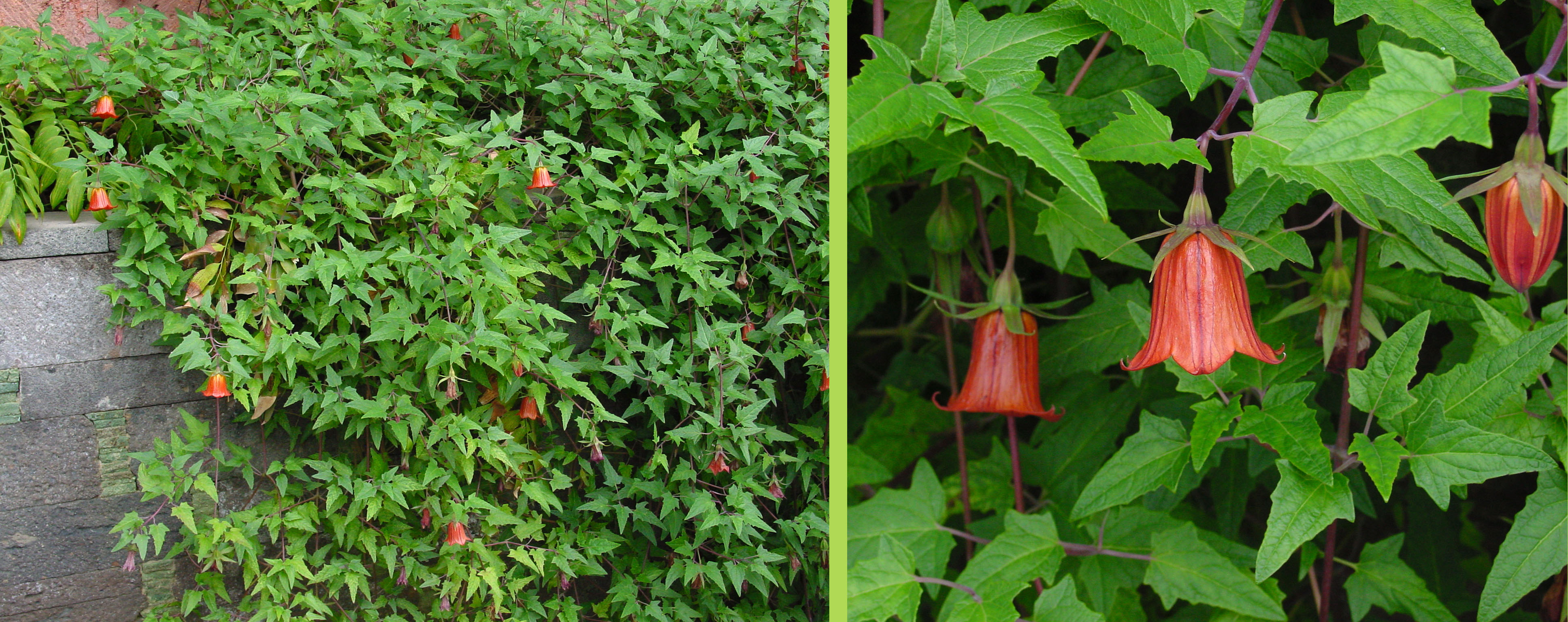